# Sport Club Rio de Janeiro
Sport Club Rio de Janeiro é uma agremiação esportiva brasileira extinta fundada a 15 de maio de 1914.

## História
Ficava sediada na Rua São Francisco Xavier com Boulevard 28 de Setembro, em Vila Isabel. Possuía as cores azul e preta. Entre os fundadores destacam-se Ernâni Silva de Almeida (presidente), Belmiro Alves (vice-presidente), Paulo Ramos Paz “Pazinho” (secretário), Guilherme Silva (tesoureiro), Waldemar Macieira (1° procurador), Carleto Botelho (2° procurador), Nicanor Tourinho (capitão-geral), Eliézer Leite (vice-capitão), Alberto Silva (comissão de sindicância), Arnaud Reis (comissão de sindicância) e Arsênio Brousse (comissão de sindicância). Foi reorganizado em 2 de julho de 1914, com as cores preto e branco. A partir de 1920 se tornou azul e branco.
Em 1918, foi o terceiro colocado do Campeonato Carioca da Terceira Divisão. Conseguiu o acesso à Segunda Divisão ao derrotar o último colocado da Segunda Divisão, Paladino Foot-Ball Club por 6 a 1 na repescagem.
Em 1919, foi vice-campeão da Segunda Divisão. O campeão e promovido à elite foi o Palmeiras Atlético Clube.
Foi sexto no Campeonato Carioca da Segunda Divisão, em 1920, em certame vencido pelo Carioca Foot-Ball Club.

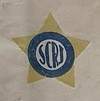
Símbolo do clube 1936.

Em 1921, é campeão da Série A da Segunda Divisão. Na fase final perde para o Bonsucesso Futebol Clube, campeão da Série B, o título do campeonato. No mesmo ano conquista o Torneio Início da Segunda Divisão.
Em 1922, faz fraca campanha e termina em sexto na classificação da Série A, sendo eliminado na fase inicial.
Em 1923, faz novamente má campanha e termina em último no campeonato. No ano seguinte é extinto.
Mandava seus jogos no extinto campo da Rua Morais e Silva, 43, na Tijuca.

## Títulos
- 1919 - Vice-campeão da Segunda Divisão;
- 1921 - Campeão da Série A da Segunda Divisão;
- 1921 - Campeão do Torneio Início da Segunda Divisão

## Fonte
- VIANA, Eduardo. Implantação do futebol Profissional no Estado do Rio de Janeiro. Rio de Janeiro: Editora Cátedra, s/d.